# Port lotniczy Lefkoniko
Port lotniczy Lefkoniko (IATA: GEC) – wojskowy port lotniczy zlokalizowany w Lefkoniko na Cyprze.